# Guillermo Escobar Vélez
Guillermo Escobar Vélez (La Estrella, 1 de enero de 1909-Medellín, 30 de octubre de 1986) fue un obispo colombiano de la Iglesia católica.

## Biografía
Recibió la unción sacerdotal en Medellín el 1 de abril de 1933. Desempeñó los cargos de capellán de la Cárcel de Varones de La Ladera, en 1945 rector y vicerrector del seminario de Medellín. Siendo decano de bachillerato de la Universidad Pontificia Bolivariana fue designado obispo auxiliar de monseñor Luis Andrade Valderrama, obispo de Santa Fe de Antioquia, por el papa Pío XII el 8 de marzo de 1952. El 27 de abril del mismo año recibió la ordenación episcopal en la Catedral Metropolitana de Medellín de manos del nuncio apostólico Antonio Samoré, y el 14 de junio tomó posesión de la sede que gobernó como vicario general hasta el 29 de mayo de 1955, en que el papa Pío XII lo nombró Obispo de Santa Fe de Antioquia.
Por quebrantos de salud presentó su renuncia al papa Pablo VI en 1969 y el 4 de agosto de este año hizo entrega de la diócesis a monseñor Augusto Trujillo Arango, obispo de Jericó, nombrado Administrador Apostólico de la Diócesis de Antioquia. Posteriormente desempeñó en Medellín la capellanía del Monasterio de Carmelitas de San José y se dedicó a la vida contemplativa hasta el 30 de octubre de 1986 en que falleció a la edad de 77 años.